# Romina Power
Romina Francesca Power (ur. 2 października 1951 w Los Angeles) – amerykańska piosenkarka i aktorka.

## Życiorys
Power urodziła się jako najstarsza córka pary hollywoodzkich aktorów: Tyrone’a Powera i jego drugiej żony Lindy Christian. Po rozwodzie rodziców Romina i jej siostra Taryn (1953-2020) zamieszkały razem z matką, z którą dużo podróżowały, najwięcej czasu spędzając w Hiszpanii i we Włoszech. Do szkoły Romina uczęszczała jednak w Wielkiej Brytanii. W wieku 14 lat zaczęła grać w filmach, głównie włoskojęzycznych. Pierwszym z nich był Menage all’italiana. W 1967 roku na planie filmowym produkcji Nel Sole poznała Albano Carrisiego, który już wówczas był uznanym piosenkarzem. Ich związek budził duże wątpliwości, tak wśród obu rodzin, jak i szerszego otoczenia, z powodu drastycznych różnic klasowych w pochodzeniu członków pary (wychowana w hollywoodzkim luksusie Romina i pochodzący z ubogiej wiejskiej rodziny Albano). W lipcu 1970 będąc w 5. miesiącu ciąży Romina wyszła za mąż za Albano Carrisiego, z którym ma czworo dzieci: Ylenia (ur. 1970, zaginiona w 1994 w Nowym Orleanie), Yari (ur. 1973), Cristel (ur. 1985), Romina (ur. 1987).

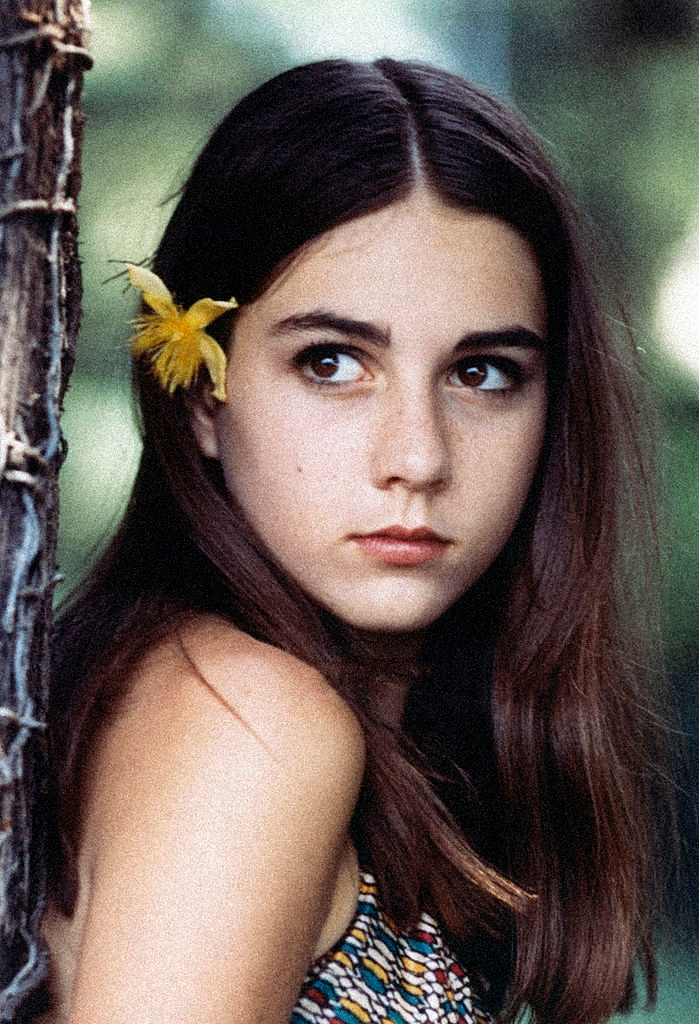
Romina Power (1969)

W 1969 roku Romina wydała swój pierwszy solowy album, w 1975 ukazała się pierwsza płyta nagrana w duecie z Albano. Razem z mężem dwukrotnie brała udział w Konkursie Piosenki Eurowizji i dwukrotnie zajęła siódme miejsce w klasyfikacji finałowej: w 1976 roku z utworem „We'll Live It All Again”, a 1985 – z „Magic Oh Magic”. Przełom w karierze duetu nastąpił w 1982 roku za sprawą singla „Felicità”, będącego zarazem ich największym przebojem w dorobku. Dwa lata później małżeństwo wydało piosenkę „Ci sarà”, z którym wygrali Festiwal w San Remo. W 1986 roku duet podpisał lukratywny kontrakt z wytwórnią WEA, którego owocem był album Sempre sempre, z tytułowym przebojem. W 1987 roku ukazał się album Liberta, a piosenka o tym tytule ponownie zawędrowała na szczyty list przebojów. W 1991 roku para po raz kolejny wystąpiła na Festiwalu w San Remo z udanym utworem Oggi Sposi. W 1995 roku ukazał się ostatni wspólny album duetu Emozionale, a pod koniec 1996 roku wydano jeszcze składankę zawierającą trzy nowe utwory (publikowana w RFN jako Angora Zugabe).

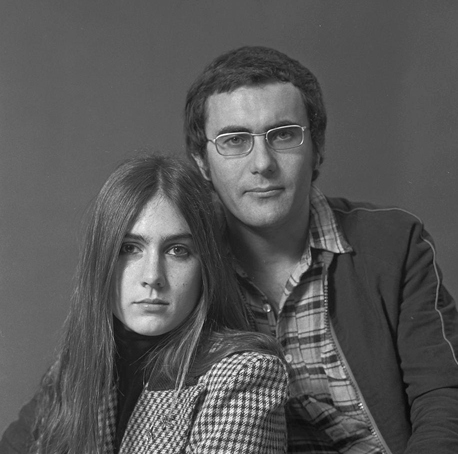
Z Albano Carrisim (1976)

W 1999 roku, po kilku latach małżeńskich nieporozumień w związku ze sprawą tajemniczego zaginięcia w Stanach Zjednoczonych najstarszej córki Ylenii Carrisi (styczeń 1994), Romina rozwiodła się z Albano Carrisim. W 1999 i 2000 roku była prezenterką telewizyjnego show Per Tutta La Vita. Wydała też kilka książek m.in. poświęconą Ylenii powieść Ho sognato don Chisciotte (2000). Od 2000 roku regularnie wystawia swoje prace malarskie w ramach autorskich cykli m.in. The Power of color (2003), Indian Power 2004, Power’s Flowers 2007. W 2001 roku zadebiutowała jako aktorka teatralna w sztuce I Monologhi Della Vagina. W 2005 roku wzięła udział we włoskim programie Ballando con le Stelle, którego polskim odpowiednikiem jest Taniec z gwiazdami. W 2005 roku wyreżyserowała film na kanwie własnej powieści Upaya. W 2007 opuściła Włochy i powróciła do Stanów Zjednoczonych.
Z okazji 70. rocznicy urodzin Albano Carrisiego na 17 i 18 października 2013 zaplanowano koncert w Moskwie, na którym wystąpił w duecie z Rominą Power. Był to pierwszy wspólny występ pary od 15 lat. W 2015 Albano i Romina Power ponownie spotkali się na gościnnym występie na Festiwalu w San Remo. Wystąpili także w „Sylwestrze Marzeń z Dwójką” 2018/2019 w Zakopanem.

## Filmografia
- 1965: Menage all’italiana
- 1966: Come imparai ad amare le donne
- 1967: Per amore… per magia…
- 1967: Assicurasi vergine
- 1968: L’oro del mondo
- 1968: 24 godziny z życia kobiety
- 1969: Il suo nome è Donna Rosa
- 1969: Marquis de Sade: Justine
- 1969: Pensando a te
- 1969: Femmine insaziabili
- 1969: Las trompetas del apocalipsis
- 1970: Mezzanotte d’amore
- 1970: Angeli senza paradiso
- 1983: Champagne in paradiso
- 1996: Powrót Sandokana (miniserial)
- 2003: Tutti i sogni del mondo
- 2007: Go Go Tales
- 2014: Il segreto di Italia